# Club Atlético Nacional CAN
El Club Atlético Nacional, más conocido por sus siglas, CAN, es un equipo de baloncesto profesional de Oruro, Bolivia, que participa en la Liga Boliviana de Básquetbol. Fue fundado el 17 de octubre de 1935 bajo la presidencia de Sr. Guillermo Luzzio, Néstor Montalvo y Nicolás Bojanic Navarro mediante Decreto Supremo No 625.

## Uniforme
El club CAN utiliza la camiseta de color celste con vivos blancos, en baloncesto el uniforme empleado de color azul oscuro con rayas azul intenso con blanco aunque en ocasiones también sale con indumentaria celeste.

## Rivalidad
Hoy en día CAN mantiene una fuerte rivalidad deportiva con el Saracho, equipo Orureño que milita en la Asociación Orureña de Baloncesto. Desde la temporada 1990 ambos clubes se enfrentan y actualmente, entre 1000 y 1100 espectadores concurren tanto al Coliseo CAN o al coliseo Luis Lazzo Quinteros para presenciar el Clásico orureño del básquet . La rivalidad en sí, se da debido a que los dos clubes son hoy en día los más estables a nivel local.
También había una gran rivalidad con las escuadras de Derecho, Ingeñeros, el cual ha definido muchas finales de campeonato, la mayoría saldadas para el conjunto canino; sin embargo CAN participa en la nueva Liga Boliviana de Básquetbol debido a una decisión de la Federación Boliviana de basquetbol.

## Datos del club
- Temporadas en Libobásquet: 6 (2014-Act.)
- Participaciones internacionales (1):
  - Liga Sudamericana de Clubes 2013

## Palmarés

### Torneos nacionales
| Competición nacional     | Competición nacional     | Títulos | Subcampeonatos |
| ------------------------ | ------------------------ | ------- | -------------- |
| Campeonato de Liga (1/2) | Campeonato de Liga (1/2) | 2012.   | 2011, 2018.    |

### Torneos regionales
| Competición regional               | Competición regional               | Títulos           | Subcampeonatos |
| ---------------------------------- | ---------------------------------- | ----------------- | -------------- |
| Asociación de Básquetbol Oruro (3) | Asociación de Básquetbol Oruro (3) | 2017, 2018, 2019. |                |

## Entrenadores
| Nombre               | Nac.      | Período     | PD | V  | D  | V%    |
| -------------------- | --------- | ----------- | -- | -- | -- | ----- |
| Alejandro Pepiche    | Argentina | 2014 - 2015 | 44 | 20 | 24 | 45%   |
| Marcelo Mario Masías | Argentina | 2015        | 8  | 2  | 6  | 25%   |
| Walter Llanos        | Bolivia   | 2015        | 2  | 1  | 1  | 50%   |
| Luis Nicoletti       | Argentina | 2016        | 1  | 1  | 0  | 100%  |
| Walter Llanos        | Bolivia   | 2016        | 1  | 1  | 0  | 100%  |
| Ignacio Domínguez    | España    | 2016        | 16 | 10 | 6  | 62%   |
| Marcelo Elusich      | Argentina | 2017        | 4  | 1  | 3  | 25%   |
| José Luis Revollo    | Bolivia   | 2017        | 1  | 0  | 1  | 0%    |
| Gustavo Sapochnik    | Argentina | 2017        | 15 | 9  | 6  | 60%   |
| Sandro Patiño        | Bolivia   | 2018        | 24 | 14 | 10 | 58%   |
| Guillermo Tasso      | Argentina | 2019        | 10 | 5  | 5  | 50%   |
| Matias Martinho      | Argentina | 2019        | 11 | 6  | 5  | 54%   |
| Sebastian Torre      | Argentina | 2022        | 5  | 0  | 5  | 0%    |
| Claudio Balmaceda    | Argentina | 2022-2023   | 16 | 6  | 10 | 37.5% |

- PD: Partidos dirigidos
- V: Victorias
- D: Derrotas
- V%: Porcentaje de victorias